# Soyouz MS-20
Soyouz MS-20 (en russe : Союз МС-20) est une mission spatiale habitée russe dont le lancement a lieu depuis le cosmodrome de Baïkonour le 8 décembre 2021 grâce à un lanceur du même nom. Elle revient sur Terre après douze jours dans l'espace le 20 décembre. Contrairement aux précédents vols Soyouz vers la Station spatiale internationale, elle ne transporte aucun membre d'équipage pour une expédition ISS ni ne sert de canot de sauvetage neuf de la station, mais effectue à la place une mission de courte durée : elle transporte en effet trois personnes vers l'ISS pour un séjour d'un nombre de jours déterminé : un cosmonaute professionnel et deux touristes spatiaux ayant acheté leur place via la société de tourisme spatial Space Adventures, qui a déjà planifié et exécuté avec succès sept missions de tourisme spatial sur l'ISS,. Il s'agit du 148e vol habité d'un vaisseau Soyouz.

## Équipage
Le commandant russe, et seul cosmonaute professionnel est Alexandre Missourkine.

### Historique
Selon Roscosmos et Space Adventures, les noms de l'équipage, y compris les deux touristes spatiaux, doivent être officiellement annoncés début 2021. Cependant, des sources non officielles ont affirmé, que l'un des sièges serait occupé par la pilote de ligne autrichienne et sportive extrême Johanna Maislinger. Le deuxième siège peut être attribué à l'entrepreneur japonais Satoshi Takamatsu (en), qui s'était vu proposer un siège sur Soyouz TMA-18M après le retrait de la chanteuse britannique Sarah Brightman pour raisons personnelles, mais qui avait refusé en raison du manque de temps pour s'entraîner à l'époque,.
Finalement, l'équipage est annoncé en mai 2021 et comporte Yūsaku Maezawa et un de ses assistants, Yozo Hirano. Les deux sièges sont financés par Maezawa.

### Principal
- Commandant : Alexandre Missourkine (3),  Russie, Roscosmos.
- Astronaute privé 1 : Yūsaku Maezawa (1),  Japon
- Astronaute privé 2 : Yozo Hirano (1),  Japon

Le chiffre entre parenthèses indique le nombre de vols spatiaux effectués par l'astronaute, Soyouz MS-20 inclus.

### Réserve
L'équipage de réserve prend la place de l'équipage principal en cas de problème (maladie, accident...).
- Commandant : Alexandre Skvortsov,  Russie, Roscosmos
- Ingénieur de vol 1 : Aucun
- Ingénieur de vol 2 : Shun Ogiso,  Japon

## Contexte
Le tourisme spatial orbital avait été suspendu depuis le retrait de la navette spatiale américaine en 2011. En effet, seul le Soyouz permettait d'acheminer des astronautes à la station spatiale internationale et les différentes agences spatiales participant à ce programme réservaient tous les sièges disponibles à bord des capsules, assurant une source de revenus régulière pour la Russie. Cependant, avec le retour des Américains dans l'espace via les vaisseaux Crew Dragon et Starliner, de surcroît plus capacitaires, des places sont de nouveaux libres et le programme spatial russe doit pouvoir trouver d'autres sources de revenus. Le tourisme spatial est donc une solution retenue.
Soyouz MS-20 est le premier d'au moins deux vols Soyouz entièrement commerciaux, opérés par Roscosmos, le second étant Soyouz MS-23 (finalement reportée, MS-23 devenant une mission classique de relève des équipages de l'ISS), dont le lancement est prévu pour octobre 2022 et transportera également un cosmonaute russe et deux cosmonaute commerciaux vers l'ISS pendant six mois.
Ce vol marque également une nouvelle étape par rapport à la pratique traditionnelle du tourisme spatial. Sur les vols précédents, la mission du touriste spatial avait lieu soit pendant un vol « taxi », où les Soyouz canots de sauvetage de l'ISS étaient échangés, ce qui permettait une mission d'environ une semaine, ou pendant les périodes de transfert entre équipages, où le touriste spatial décollait avec un équipage de longue durée entrant et atterrissait avec l'équipage de longue durée sortant. Soyouz MS-20 s'écarte de ce modèle car il s'agit d'un vol entièrement destiné au tourisme spatial. La société américaine Axiom Space a également conclu un accord pour des vols similaire avec SpaceX, comme la mission SpaceX Axiom Space-1, où un astronaute professionnel embauché par Axiom volera avec trois touristes spatiaux payants vers l'ISS à bord d'un Crew Dragon, également prévu pour fin 2021. Space Adventures elle-même a également un accord similaire avec SpaceX pour la mission Space Adventures Crew Dragon, bien qu'au lieu de s'amarrer à l'ISS, le vol sera une mission de tourisme en vol libre orbitant à environ deux fois l'altitude de la station.